# Pegesimallus brunneus
Pegesimallus brunneus là một loài ruồi trong họ Asilidae. Pegesimallus brunneus được Londt miêu tả năm 1980. Loài này phân bố ở vùng nhiệt đới châu Phi.